# Fijina savu
Fijina savu är en insektsart som beskrevs av Otte, D. 1988. Fijina savu ingår i släktet Fijina och familjen syrsor. Inga underarter finns listade i Catalogue of Life.